# Peelverhalen
Peelverhalen zijn verhalen uit en over de Peel, een moerasgebied op de grens van Noord-Brabant in Limburg, dat vroeger veel uitgestrekter was dan nu. Over het veengebied de Peel ontstonden vele sagen. Ook had de Peel 'eigenaardige' bewoners, van turfstekers tot kunstenaars en veenbazen, en waren er, zo willen de verhalen, een aantal zeldzame verschijnselen te melden.

## Verdeling

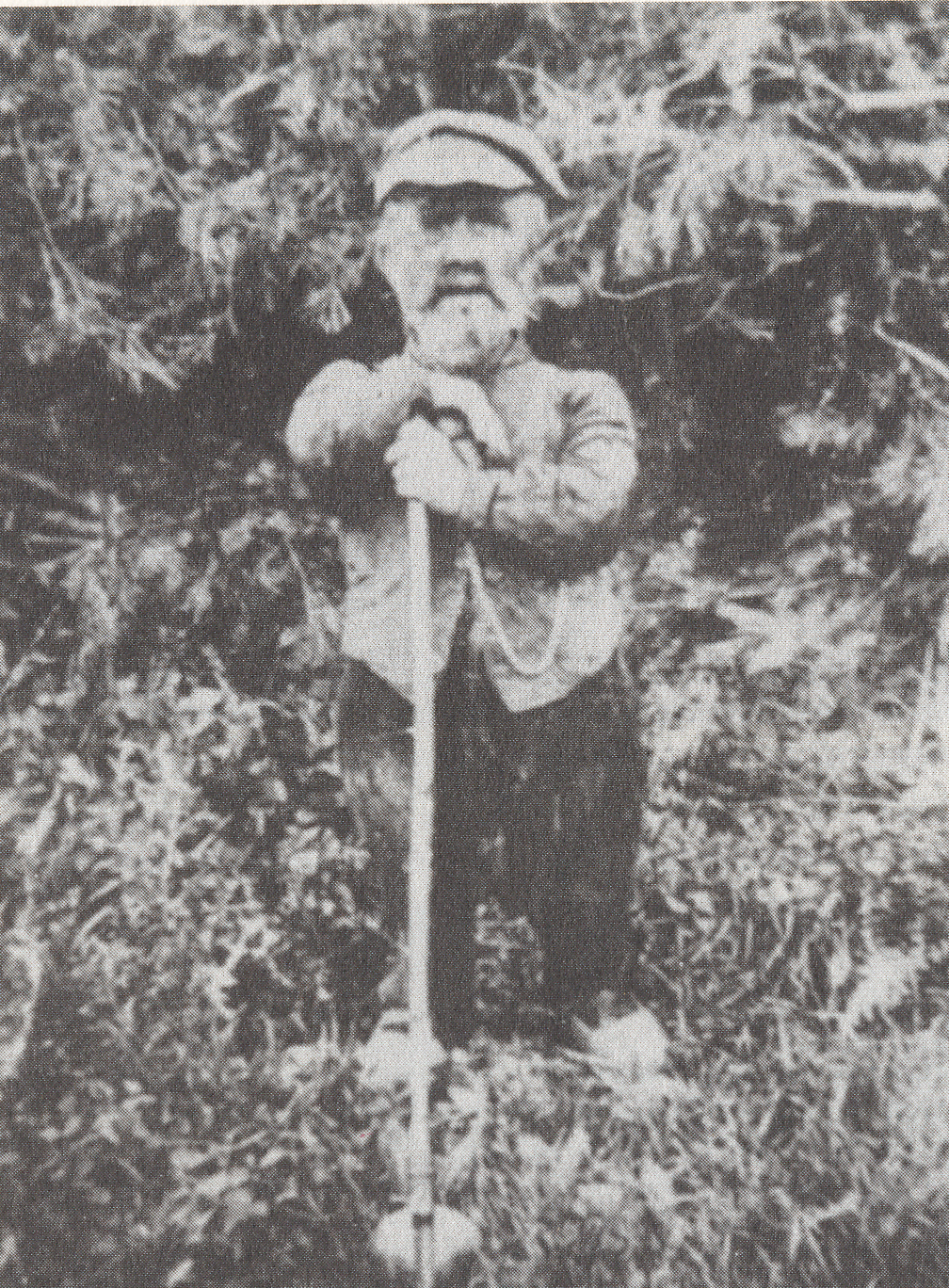
Toon van Els die ook wel bekendstond als Toon d'n Dwerg

De verhalen zijn in grote lijnen als volgt onder te verdelen: 
Anekdotisch-historischezoals over het verloop van de Helenavaart of de vondst van de Gouden Helm. Doorgaans zijn deze goed gedocumenterd.
legendarisch-historischezoals over de kerkklok in het Soemeer. Deze bevatten een belangwekkende kern van historische feiten, vaak zonder dat de vertellers zich dat nog bewust zijn
Sterk legendarischeDeze bevatten mogelijk een kern van historische waarheid, die echter minder duidelijk is. Bijvoorbeeld over de dwaallichten en de reuzen van de weverslose berg.
Verslagen van merkwaardige gebeurtenissenallicht, deze dienen kritisch benaderd te worden, maar de vraag "wat zat hier achter" kan interessant zijn.
Beschrijvingen van markante personagesDe verhalen rondom deze personen worden als sagen of mondelinge overlevering aangeduid. Bijvoorbeeld over de 'kluizenaars' Grard Sientje, Rowwen Hèze en Toon d'n Dwerg.
Beschrijvingen van of anekdotes over de kunstenaars en schrijvers uit de Peel, zoals verhalen over de familie Wiegersma, Antoon Coolen en anderen.

## Voorbeelden

### Dwaallichten
Het moeras had de reputatie voor onbekenden levensgevaarlijk te zijn. Een van de oorzaken daarvan was het dichte en ingewikkelde netwerk van Peelbanen aan vooral de Limburgse kant van de grens. Die dienden voor de afvoer van turf en mochten niet verward worden met de schaarse doorgaande routes. Deze zijn onder meer weergegeven op de zogenaamde tranchotkaart van circa 1820. Nog het ergste was, dat wegen plotseling konden verdwijnen. Als een bepaald turfgebiedje vrijwel leeg was gegraven, placht men de turf onder de daar liggende wegen te verkopen, zodat die werden weggegraven. Toch nam men nauwelijks de moeite om er bordjes met 'doodlopende weg' te plaatsen.
Men vertelt nog steeds, dat verdwaalde reizigers het moeras werden ingelokt door dwaallichtjes, zieltjes van verdronken kindertjes. Soms houdt men plekken met brandend moerasgas daarvoor verantwoordelijk, dan weer wijst men naar de witglinsterende bloeiwijzen van het veenpluis.

### Gouden Helm
De Gouden Helm, een verguld-zilveren Romeinse officiershelm gevonden door een veenarbeider, zou toebehoord hebben aan een verdronken Romein. Volgens sommigen ging het om een votiefgave, een offergift uit de 4e eeuw van onze jaartelling.Dit is op zijn minst twijfelachtig gezien de bijbehorende gevonden voorwerpen, bijv schoenen en kleingeld. Het was historisch gezien een belangrijke ontdekking. De helm is samen met resten leer, munten en een zwaard nog steeds te zien in het Rijksmuseum van Oudheden te Leiden. De veenarbeider Gebbel Smolenaars, die de helm in 1910 vond bij Helenaveen, kreeg daarvoor destijds de helft van de geschatte waarde, 1200 gulden. Dat was destijds een enorm bedrag, tweemaal zoveel als de 600 gulden waarvoor Smolenaars net zijn huisje had laten bouwen. Volgens de overlevering heeft Gebbel de resten van de helm aan de toenmalige burgemeester Jan Truien laten zien met de woorden: 'Ik dacht, een rijk man als u weet zeker wel of zoiets wat waard is'. Waarop Truien eens goed naar de helm kijkt en een beetje verbaasd zegt: 'Ja, ik ben een rijk man, maar jij bent nog veel rijker.

### Een echo van 1716: De kerkklok in het Soemeer
In verschillende sagen komt het motief voor van de 'kerkklok in het Soemeer'. Een grote klok uit Deurne die op transport werd gesteld richting Venray. Een groep duivels wilde dat verhinderen en greep zijn kans bij een moeilijk begaanbare plek aan de Grotenberg, waar een as van de wagen brak. De duivels sleepten de klok toen naar de meest ontoegankelijke plek die ze maar konden vinden: het Soemeer, en dumpten de klok daarin, en zo lang de Peel niet geheel en al is verdwenen zou de klok daar op de bodem blijven liggen.
De sage wordt begrijpelijk als we bedenken, dat een klok, of het geluid daarvan, vaak symbool staat voor de ligging van een grens: tot dáár reikte het 'geluid' van het plaatselijke (kerk)bestuur. Verder bevat de sage hoogstwaarschijnlijk verwijzingen naar de gewelddadige gebeurtenissen van het jaar 1716, toen de Koning van Pruisen bij de toenmalige Nederlandse overheid bij verdrag had bedongen dat een zeer groot stuk en strategisch belangrijk deel van het Peelmoeras van Brabant zou worden overgeheveld naar het toen Pruisische gebied Opper-Gelre. Het aanpassen van de grens moest worden afgedwongen door een grote militaire operatie.

### De kostbare bochten in de Helenavaart
Dit betreft de 'bajonetbocht' en het 'dubbele kanaal'. Toen men in Deurne bemerkte, hoeveel geld er werd verdiend in het veenbedrijf van Van de Griendt besloot men zelf een veenbedrijf op te gaan zetten en te exploiteren. Misschien was het wat inhalig dat men besloot de firma Van de Griendt in zijn expansieplannen niet langer van dienst te zijn en hem de aankoop van een strategisch belangrijk stukje grond te weigeren. Van de Griendt had het nodig voor de voltooiing van een kanaal om de turf af te voeren uit het nieuw-gestichte Helenaveen. Nu was Van de Griendt niet voor één gat te vangen want hij kocht gewoon een aangrenzend stuk grond op in de gemeente Horst. Hij hoefde slechts wat bochten te graven om zijn kanaal te kunnen voltooien. Nog steeds kom je in zowel de harde weg als het kanaal tussen Helenaveen en Griendtsveen een dubbele haakse bocht tegen.
Enkele jaren later maakte de gemeente Deurne plannen voor een eigen kanaal. Men had toen de toestemming van Van de Griendt nodig om in zuidelijke richting aan te sluiten op de Helenavaart. Nog enigszins rancuneus weigerde Van de Griendt die toestemming. Deurne moest het zelf maar oplossen. Het gevolg was, dat men aan de zuidkant van het zinkske ter hoogte van Neerkant nog steeds het vreemde beeld ziet van twéé kanalen die in dezelfde richting lopen, over een lengte van zo'n 4800 meter geheel parallel aan elkaar, vrijwel identiek met exact dezelfde functie, beide in de richting van de Noordervaart met slechts enkele tientallen meters tussenruimte.

### De legende van de Lachende kachel (Blikken Janus)
In het jaar 1918 hoorde een boer uit De Mortel een krassend metaalachtig geluid, wat afkomstig bleek te zijn van een naburig bosje. Dichter bij het bosje gekomen bleek er een brandende houtkachel te staan, die door een onzichtbare kracht met de voorkant naar de man werd gedraaid. Tot zijn verbazing had de kachelbuis een gezicht die hem met boze ogen aankeek, direct daarna gevolgd door een krijsende lach. Na de lachbui verdween de kachel in de duisternis.
Daarna kwam dit voorval nog enkele keren voor in de Brabantse Peel, te weten in Milheeze en Oploo. Inmiddels had de kachel de bijnaam "Blikken Janus" gekregen door de plaatselijke bevolking. De laatste melding kwam uit het jaar 1932. Tijdens die avond werd er tevens een oranjekleurig rotsblok boven het Brabantse Peellandschap waargenomen. Onduidelijk is echter of beide zaken iets met elkaar te maken hadden.